# Pennsylvania-Klasse (1916)
Die Pennsylvania-Klasse war eine Klasse von Schlachtschiffen der United States Navy die während des Ersten Weltkriegs gebaut wurden. Die Pennsylvania-Klasse war die zweite Klasse von US-Schlachtschiffen die auf dem Prinzip der all or nothing Panzerung basierte. Beide Schiffe wurden in der Zwischenkriegszeit umfassend modernisiert. Während die USS Arizona während des Angriffs auf Pearl Harbor versenkt wurde, blieb die USS Pennsylvania und bis zum Ende des Zweiten Weltkriegs im Dienst und war anschließend Teil der Atombombentests auf dem Bikini-Atoll.

## Konstruktion
Die Pennsylvania-Klasse war die logische Weiterentwicklung des US Standard Schlachtschiffs dar (engl.: Standard-type-battleship). Von der  Nevada-Klasse, die das Konzept der all or nothing-Panzerung einführte, bei dem lediglich die wichtigsten Teile des Schiffes durch massive Panzerung geschützt wurden, unterschieden die sich nur durch zwei zusätzliche 356-mm-Geschütze, eine größere Länge und höhere Verdrängung.
Die Ausschreibung des General Board für den Entwurf eines neuen Schlachtschiffs im Rahmen des  Haushalts von 1913 wurde im Juni 1911 an das Bureau of Construction and Repair (C&R) gesandt. Das Schiff sollte eine Hauptbewaffnung von zwölf 356-mm-Geschützen in vier Drillingsgeschütztürmen und eine Sekundärbewaffnung von zweiundzwanzig 127-mm-Kanonen aufweisen. Die Geschwindigkeit sollte 21 Knoten (39 km/h) betragen. Das Schiff sollte die gleiche Panzerung wie die Nevada-Klasse besitzen. Der erste Entwurf des C&R, der eine Länge von 191 m und eine Verdrängung von 30.000 tn.l. vorsah, wurde vom General Board als unzureichend abgelehnt.
Das C&R war bestrebt, die jeweiligen Vorgaben des General Board zu realisieren, wobei die Tonnage gegenüber der Nevada-Klasse nur mäßig erhöht wurde. Zwischen Januar und März 1912 wurden dem General Board insgesamt dreizehn Entwürfe mit Verbundmaschinen- und Dampfturbinen vorgelegt, die alle eine geringere Panzerung zugunsten höherer Geschwindigkeit oder metazentrischer Höhe aufwiesen. Bei der Frage, ob Zwillings- oder Dreifachgeschütztürme zum Einsatz kommen sollten, sprach sich das Bureau of Ordnance dafür aus, abzuwarten, bis erste Ergebnisse nach der Fertigstellung der Nevada-Klasse vorlagen. Im April sandte das C&R einen Entwurf an das General Board, der allen geforderten Spezifikationen entsprach. Die Länge wurde auf 190 m, die Breite auf 28 m und der Tiefgang auf 8,7 m festgelegt. Der Hauptpanzergürtel hatte eine Dicke von 342 mm und verjüngte sich an seinen Enden auf 203 mm. Für den Antrieb waren Dampfturbinen mit einer Leistung von 30.500 Wellen-PS (22.700 kW) für eine Geschwindigkeit von 21 Knoten vorgesehen. Dieser Entwurf wurde weiter ausgearbeitet und im September bewilligt.

## Technik

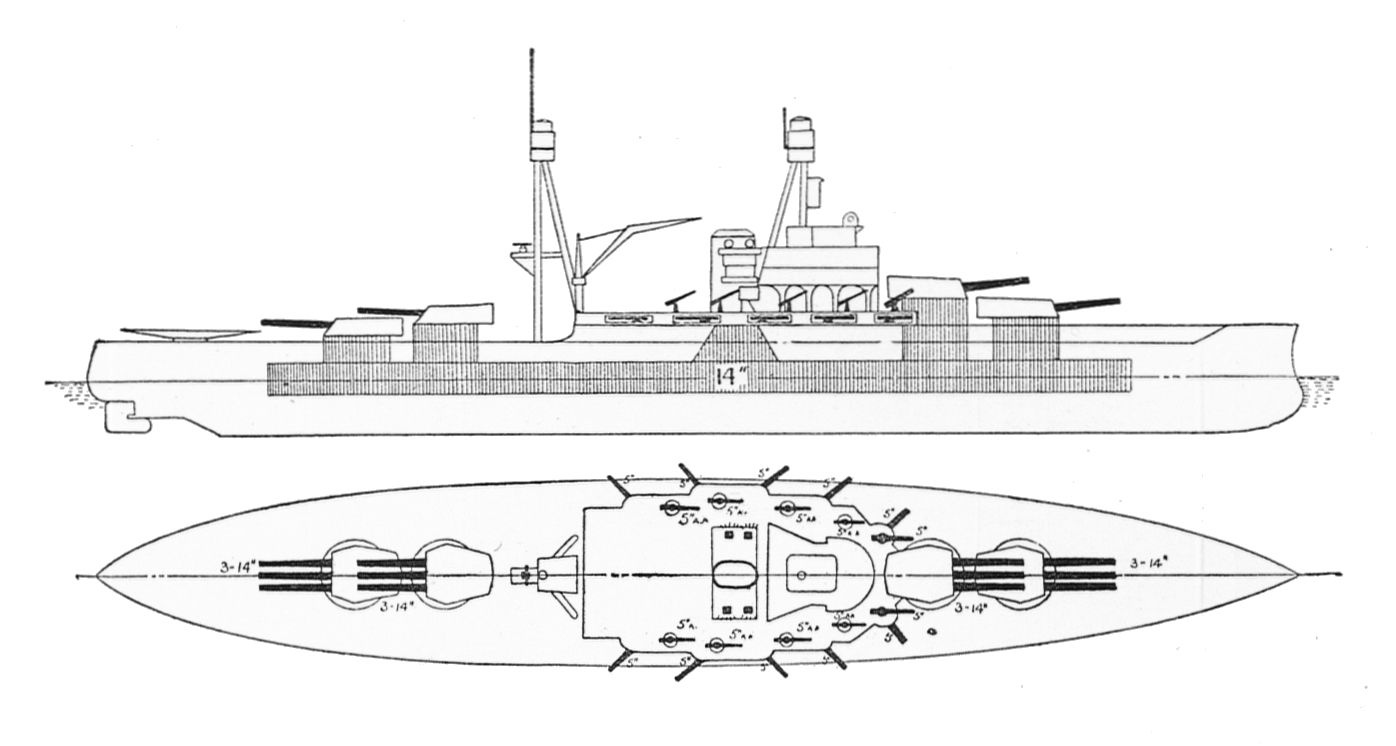

### Schiffsmaße
Das Schiff hatte eine Gesamtlänge von 185,40 m, eine Breite von 29,60 m und einen Tiefgang von 8,80 m. Die Verdrängung lag zwischen 31.400 tn.l. und 32.567 tn.l.

### Antrieb
Die Schiffe der Pennsylvania-Klasse waren mit vier Dampfturbinen ausgestattet, die jeweils eine Welle antrieben und insgesamt 31.500 Shp (23.168 kW) entwickelten, mit der sie eine Höchstgeschwindigkeit von 21 Knoten (39 km/h) erreichten. Der Dampf wurde von zwölf Babcock & Wilcox Wasserohrkesseln geliefert. Die Schiffe konnten maximal 2.322 tn.l. Heizöl mitführen, was ihnen bei 10 Knoten (19 km/h) eine Reichweite von 8.000 Seemeilen (14.816 km) ermöglichte. Zur Versorgung des Schiffes mit Elektrizität befanden sich vier Turbogeneratoren mit einer Leistung von 300 kW an Bord.

### Bewaffnung
Die Hauptbewaffnung bestand aus zwölf 356-mm-Kanonen in vier Drillingsgeschütztürmen, zwei vor und zwei hinter den Aufbauten. Die Geschütze waren auf 714–724 tn.l. schweren Lafetten mit einem Seitenrichtbereich von +150 bis −150 Grad montiert. Die Kanonen selbst wogen 62 tn.l. und hatten bei einer maximalen Elevation von 30° und einer Mündungsgeschwindigkeit von 792 m/s eine Reichweite von 31.360 m. Die Kanonen feuerten sowohl panzerbrechende als auch Hochexplosiv-Granaten mit einer Kadenz von 1,5–1,75 Schuss pro Minute ab. Die Geschütze wurden von einem 40 PS starken Motor angetrieben, wobei die Erhöhungsgeschwindigkeit bei 4° und die seitliche Drehgeschwindigkeit bei 2° pro Sekunde lag. Um die Kanonen zu laden, mussten sie auf 0° abgesenkt werden. Die Aufzüge von den Magazinen zu den Geschützen wurden durch einen einzelnen 60-PS-Motor betrieben. Die Sekundärbewaffnung bestand aus zwölf 127-mm-Geschützen in Kasematten, sechs auf jeder Breitseite. Die Geschütze waren auf 10–12 tn.l. schweren Lafetten mit einem Seitenrichtbereich von +150 bis −150 Grad montiert. Die Kanonen selbst wogen 5,05 tn.l. und hatten bei einer maximalen Elevation von 15° und einer Mündungsgeschwindigkeit von 960 m/s eine Reichweite von 12.850 m. Die Erhöhung und seitliche Drehung erfolgte manuell..Zur Flugabwehr standen vier 76-mm-Kanonen mit einer effektiven Reichweite von 9.270 m und einer Feuerrate von 15 bis 20 Schuss pro Minute zur Verfügung..Außerdem hatten die Schiffe zwei 533 mm Torpedorohre für den Bliss-Leavitt Torpedo Mk 3 installiert. Der Torpedo hatte einen 99 kg schweren Sprengkopf und bei 26 Knoten eine Reichweite von 3.660 m.

### Panzerung
Die Schiffe der Pennsylvania-Klasse hatten einen Panzergürtel aus Krupp-Zementstahl. Der Panzergürtel war insgesamt 5,30 hoch und erstreckte sich über eine Länge von 35 m von der vorderen bis zur hinteren Barbette. Mittschiffs war er 343 mm dick und verjüngte sich unter Wasser und an seinen Enden auf 203 mm. Zusammen mit 203 – 330 mm dicken Querschotten bildete er die gepanzerte Zitadelle. Die Geschütztürme waren zwischen 127 und 457 mm und die darunter liegenden Barbetten zwischen 114 und 330 mm dick. Der Kommandoturm war rundherum mit 406 mm Panzerung geschützt und hatte ein 203 mm dickes Dach. Das Panzerdeck war 76 mm dick und erhöhte sich über der Ruderanlage auf 159 mm.

## Die Schiffe der Pennsylvania-Klasse
Die Pennsylvania und die Arizona wurden beide 1916 in Dienst gestellt. Aufgrund eines Mangels an Heizöl in Großbritannien blieben beide Schiffe während des Krieges in den Vereinigten Staaten stationiert. In der Zwischenkriegszeit waren beide Teil der Pazifikflotte. Von 1929 bis 1931 wurden die Schiffe umfassend modernisiert. Dabei wurde die Bewaffnung verstärkt, die Panzerung erhöht und die Maschinenleistung verbessert.
Nach ihrer Modernisierung nahmen beide Schiffe an den normalen Aktivitäten der Flotte teil, einschließlich Fleet Problem XIII – XXI. Nach Beginn des Zweiten Weltkriegs wurden beide Schiffe nach Pearl Harbor verlegt.
Am 7. Dezember 1941, wurde die Arizona bei dem japanischen Angriff auf Pearl Harbor versenkt und die Pennsylvania, leicht beschädigt. Das Wrack der Arizona wurde später teilweise geborgen und ist heute als USS Arizona Memorial zu besichtigen.
Nach ihrer Reparatur wurde die Pennsylvania an der Westküste der Vereinigten Staaten stationiert. Im Februar 1943 beteiligte sich das Schiff in der Schlacht um die Aleuten. Im darauffolgenden Jahr nahm die Pennsylvania an mehreren Kämpfen teil. Unter anderem an der Schlacht um Saipan, der Schlacht um Leyte und der Schlacht im Golf von Leyte. Am 12. August 1945 wurde die Pennsylvania in der Bucht von Nakagusuku von einem japanischen Torpedobomber angegriffen und schwer beschädigt. Die Pennsylvania wurde in seichtere Gewässer geschleppt, wo erste Reparaturen vorgenommen wurden. Am 18. August wurde das Schiff nach Guam und von dort zur Puget Sound Marinewerft geschleppt. Nach dem Ende des Krieges wurde das Schiff im Rahmen von Operation Crossroads für die Atombombentests im Bikini-Atoll eingesetzt. Am 10. Februar 1948 wurde das Schiff dann im Kwajalein Atoll versenkt um am 19. Februar aus dem Marineregister gestrichen.

### Einheiten
| Name                 | Bauwerft                                | Kiellegung       | Stapellauf    | Indienststellung | Verbleib                                                      |
| -------------------- | --------------------------------------- | ---------------- | ------------- | ---------------- | ------------------------------------------------------------- |
| Pennsylvania (BB-38) | Newport News Shipbuilding, Newport News | 27. Oktober 1913 | 16. März 1915 | 12. Juni 1916    | außer Dienst 29. August 1946 und am 10. Februar 1948 versenkt |
| Arizona (BB-39)      | New York Naval Shipyard, New York City  | 16. März 1914    | 19. Juni 1915 | 17. Oktober 1916 | am 7. Dezember 1941 in Pearl Harbor versenkt                  |